# Список премьер-министров Танзании
Список премьер-министров Танзании включает лиц, занимавших пост премьер-министра в Танзании (с 1972 года) и глав правительств Танганьики в период, предшествовавший провозглашению в ней республики ().
В настоящее время руководство правительством закреплено за главой государства — президентом, которому в этом содействует премьер-министр Объединённой Республики Танзании (англ. Prime Ministers of the United Republic of Tanzania, суахили Waziri Mkuu wa Jamhuri ya Muungano wa Tanzania), который председательствует на заседаниях кабинета при отсутствующих президенте и вице-президенте. В соответствии с действующей конституцией он назначается президентом из числа членов парламента и организует деятельность правительства, формируемого из парламентариев с возможностью привлечения в его состав до десяти не избранных в парламент лиц.
Применённая в первом столбце таблиц нумерация является условной; также условным является использование в первых столбцах цветовой заливки, служащей для упрощения восприятия принадлежности лиц к различным политическим силам без необходимости обращения к столбцу, отражающему партийную принадлежность. Последовательные периоды избрания лица на пост главы правительства не разделены. В столбце «Выборы» отражены состоявшиеся выборные процедуры, сформировавшие состав парламента, поддержавший правительство. Имена персоналий последовательно приведены на языке суахили, являющемся официальным в стране; это написание имён также соответствует принятому в английском языке (втором официальном).

## Главы правительства Танганьики (1960—1962)

Флаг (1923—1961)

Флаг (1961—1964)

В преддверии предоставления независимости подопечной территории ООН Танганьика статус управляемой Великобританией территории за короткое время был дважды изменён. 2 сентября 1960 года было сформировано первое национальное правительство из числа парламентариев, представлявших победивший на национальных выборах Африканский национальный союз Танганьики, которое в качестве главного министра возглавил лидер освободительного движения Джулиус Ньерере. Вскоре, 1 мая 1961 года, территории было предоставлено самоуправление, а статус правительства был повышен до ответственного (подотчётного парламенту) кабинета министров во главе с премьер-министром. 9 декабря 1961 года страна получила независимость как королевство в составе Британского Содружества. Наконец, при провозглашении Республики Танганьика (англ. Republic of Tanganyika, суахили Jamhuri ya Tanganyika) отдельный пост премьер-министра был упразднён с передачей полномочий по управлению правительством президенту страны.
|                                                                          | Портрет                                              | Имя (годы жизни)                                                       | Полномочия                                           | Полномочия                                           | Партия                                               | Выборы                                               | Пр.                                                  |
| Начало                                                                   | Портрет                                              | Имя (годы жизни)                                                       | Окончание                                            |                                                      | Партия                                               | Выборы                                               | Пр.                                                  |
| главный министр подопечной территории ООН Танганьика                     | главный министр подопечной территории ООН Танганьика | главный министр подопечной территории ООН Танганьика                   | главный министр подопечной территории ООН Танганьика | главный министр подопечной территории ООН Танганьика | главный министр подопечной территории ООН Танганьика | главный министр подопечной территории ООН Танганьика | главный министр подопечной территории ООН Танганьика |
| ------------------------------------------------------------------------ | ---------------------------------------------------- | ---------------------------------------------------------------------- | ---------------------------------------------------- | ---------------------------------------------------- | ---------------------------------------------------- | ---------------------------------------------------- | ---------------------------------------------------- |
| 1                                                                        |                                                      | Джулиус Камбараге Ньерере (1922—1999) суахили Julius Kambarage Nyerere | 2 сентября 1960                                      | 1 мая 1961                                           | Африканский национальный союз Танганьики             | 1960                                                 | [ 3 ] [ 5 ]                                          |
| премьер-министр самоуправляемой территории Танганьика                    |                                                      |                                                                        |                                                      |                                                      |                                                      |                                                      |                                                      |
| (1)                                                                      |                                                      | Джулиус Камбараге Ньерере (1922—1999) суахили Julius Kambarage Nyerere | 1 мая 1961                                           | 9 декабря 1961                                       | Африканский национальный союз Танганьики             | (1960)                                               | [ 3 ] [ 5 ]                                          |
| премьер-министр королевства Танганьика в составе Британского Содружества |                                                      |                                                                        |                                                      |                                                      |                                                      |                                                      |                                                      |
| (1)                                                                      |                                                      | Джулиус Камбараге Ньерере (1922—1999) суахили Julius Kambarage Nyerere | 9 декабря 1961                                       | 22 января 1962                                       | Африканский национальный союз Танганьики             | (1960)                                               | [ 3 ] [ 5 ]                                          |
| 2 (I)                                                                    |                                                      | Рашиди Мфауме Кавава (1926—2009) суахили Rashidi Mfaume Kawawa         | 22 января 1962                                       | 9 декабря 1962                                       | Африканский национальный союз Танганьики             | (1960)                                               | [ 6 ] [ 7 ]                                          |
| пост упразднён в связи с провозглашением Республики Танганьика           |                                                      |                                                                        |                                                      |                                                      |                                                      |                                                      |                                                      |

## Премьер-министры Объединённой Республики Танзания (с 1972)
29 октября 1964 года была создана Объединённая Республика Танзания (англ. United Republic of Tanzania, суахили Jamhuri ya Muungano wa Tanzania), объединившая континентальную Танганьику и островной Занзибар. Пост премьер-министра республики был установлен 17 февраля 1972 года.

Флаг ОРТ

ЧЧМ

Ещё ранее в Танганьике установился однопартийный режим Африканского национального союза Танганьики. В условиях объединённого государства на автономном Занзибаре также существовал однопартийный режим региональной партии Афро-Ширази. В 1977 году эти партии были объединены в Чама Ча Мапиндузи (суахили Chama cha Mapinduzi, рус. Партия революции), сохранившей лидирующее положение в политической системе страны и после легализации оппозиции и состоявшихся в 1995 году первых многопартийных выборов.
|            | Портрет | Имя (годы жизни)                                                         | Полномочия      | Полномочия      | Партия                                                                 | Выборы        | Пр.           |
| Начало     | Портрет | Имя (годы жизни)                                                         | Окончание       |                 | Партия                                                                 | Выборы        | Пр.           |
| ---------- | ------- | ------------------------------------------------------------------------ | --------------- | --------------- | ---------------------------------------------------------------------- | ------------- | ------------- |
| 2 (II—III) |         | Рашиди Мфауме Кавава (1926—2009) суахили Rashidi Mfaume Kawawa           | 17 февраля 1972 | 13 февраля 1977 | Африканский национальный союз Танганьики                               | (1970)        | [ 6 ] [ 7 ]   |
| 2 (II—III) | 1975    | Рашиди Мфауме Кавава (1926—2009) суахили Rashidi Mfaume Kawawa           | 17 февраля 1972 | 13 февраля 1977 | Африканский национальный союз Танганьики                               |               | [ 6 ] [ 7 ]   |
| 3 (I)      |         | Эдвард Моринге Сокоине (1938—1984) суахили Edward Moringe Sokoine        | 13 февраля 1977 | 7 ноября 1980   | Чама Ча Мапиндузи (суахили Chama cha Mapinduzi, рус. Партия революции) | [ 10 ] [ 11 ] |               |
| 4 (I)      |         | Клеопа Дэвид Мсуйя (1931—2025) суахили Cleopa David Msuya                | 7 ноября 1980   | 24 февраля 1983 | Чама Ча Мапиндузи (суахили Chama cha Mapinduzi, рус. Партия революции) | 1980          | [ 12 ] [ 13 ] |
| 3 (II)     |         | Эдвард Моринге Сокоине (1938—1984) суахили Edward Moringe Sokoine        | 24 февраля 1983 | 12 апреля 1984  | Чама Ча Мапиндузи (суахили Chama cha Mapinduzi, рус. Партия революции) | 1980          | [ 10 ] [ 11 ] |
| 5          |         | Салим Ахмед Салим (1942—) суахили Salim Ahmad Salim араб. سليم احمد سليم‎ | 12 апреля 1984  | 5 ноября 1985   | Чама Ча Мапиндузи (суахили Chama cha Mapinduzi, рус. Партия революции) | 1980          | [ 14 ] [ 15 ] |
| 6          |         | Джозеф Синде Вариоба (1940—) суахили Joseph Sinde Warioba                | 5 ноября 1985   | 9 ноября 1990   | Чама Ча Мапиндузи (суахили Chama cha Mapinduzi, рус. Партия революции) | 1985          | [ 16 ] [ 17 ] |
| 7          |         | Джон Сэмюэл Малесела (1934—) суахили John Samuel Malecela                | 9 ноября 1990   | 7 декабря 1994  | Чама Ча Мапиндузи (суахили Chama cha Mapinduzi, рус. Партия революции) | 1990          | [ 18 ] [ 19 ] |
| 4 (II)     |         | Клеопа Дэвид Мсуйя (1931—2025) суахили Cleopa David Msuya                | 7 декабря 1994  | 28 ноября 1995  | Чама Ча Мапиндузи (суахили Chama cha Mapinduzi, рус. Партия революции) | 1990          | [ 12 ] [ 13 ] |
| 8 (I—II)   |         | Фредерик Тлувай Сумайе (1934—) суахили Frederick Tluway Sumaye           | 28 ноября 1995  | 30 декабря 2005 | Чама Ча Мапиндузи (суахили Chama cha Mapinduzi, рус. Партия революции) | 1995          | [ 20 ] [ 21 ] |
| 8 (I—II)   | 2000    | Фредерик Тлувай Сумайе (1934—) суахили Frederick Tluway Sumaye           | 28 ноября 1995  | 30 декабря 2005 | Чама Ча Мапиндузи (суахили Chama cha Mapinduzi, рус. Партия революции) |               | [ 20 ] [ 21 ] |
| 9          |         | Эдвард Нгойяи Ловасса (1953—2024) суахили Edward Ngoyai Lowassa          | 30 декабря 2005 | 9 февраля 2008  | Чама Ча Мапиндузи (суахили Chama cha Mapinduzi, рус. Партия революции) | 2005          | [ 22 ] [ 23 ] |
| 10 (I—II)  |         | Мизенго Кайанза Питер Пинда (1948—) суахили Mizengo Kayanza Peter Pinda  | 9 февраля 2008  | 20 ноября 2015  | Чама Ча Мапиндузи (суахили Chama cha Mapinduzi, рус. Партия революции) | 2005          | [ 24 ] [ 25 ] |
| 10 (I—II)  | 2010    | Мизенго Кайанза Питер Пинда (1948—) суахили Mizengo Kayanza Peter Pinda  | 9 февраля 2008  | 20 ноября 2015  | Чама Ча Мапиндузи (суахили Chama cha Mapinduzi, рус. Партия революции) |               | [ 24 ] [ 25 ] |
| 11 (I—II)  |         | Кассим Маджалива Маджалива (1961—) суахили Kassim Majaliwa Majaliwa      | 20 ноября 2015  | действующий     | Чама Ча Мапиндузи (суахили Chama cha Mapinduzi, рус. Партия революции) | 2015          | [ 26 ] [ 27 ] |
| 11 (I—II)  | 2020    | Кассим Маджалива Маджалива (1961—) суахили Kassim Majaliwa Majaliwa      | 20 ноября 2015  | действующий     | Чама Ча Мапиндузи (суахили Chama cha Mapinduzi, рус. Партия революции) |               | [ 26 ] [ 27 ] |